# Монголоидна раса
Монголоидната раса е една от най-многолюдните раси на земята. Думата „монголоид“ се образува чрез комбиниране на думата „монгол“ и наставката „-оид“, която означава „подобен“. Образувана е от групи местни жители на Източна Азия, Централна Азия, Югоизточна Азия, Северна Азия, Полинезия и Америка. Това е една от традиционните три раси, въведени за първи път през 1780 г. от членовете на Историческата школа в Гьотинген, като другите две са европеидна и негроидна. Към нея спадат китайци,японци, корейци, монголци и много други.
Индивидите от тази раса често имат общи фенотипни характеристики, като гънки на очите, резци с форма на лопата, нисък ръст, черни коси и очи, жълтеникава или червеникава кожа, едро скулесто лице, изпъкнал нос и неотения. Концепцията за монголоидните раси е историческа, отнасяща се до група хора, исторически разглеждани като биологичен таксон. Наброява около един милиард и шестстотин милиона души. Като цяло монголоидите имат права, черна коса и тъмнокафяви бадемообразни очи и сравнително плоско лице в сравнение с черепите на другите раси. Поради покриването на голямо и разнообразно население, от коренните американци до виетнамците, класификацията на монголоидите е трудна, но обикновено се счита, че имат горните скелетни и зъбни особености.
Терминът „монголоид“ има второ значение, отнасящо се до синдрома на Даун, което обикновено се счита за силно обидно. Когато се използва във връзка с хора със синдром на Даун, терминът „монгол“ и свързаните с него думи влияят на достойнството на хората от монголоидната раса.